# Liane Augustin
Liane Augustin (Berlim, 18 de novembro de 1927 – Viena, 30 de abril de 1978) foi uma cantora e atriz germano-austríaca .

## Biografia
Liane Augustin nasceu em Berlim, Alemanha em 1928. Os seus sucessos pós-Segunda Guerra Mundial como cantora de clube noturno no vienense Boheme Bar levaram a gravações de vários discos, principalmente para a gravadora/editora musical Vanguard; ela muitas vezes foi acompanhada pelo  Boheme Bar Trio, que incluía  Michael Danzinger como pianista, Laszlo Gati na guitarra e Willi Fantel como baixo.  Ela também participou em programas de rádio e vários atuações ao vivo internacionais.
Ela foi escolhida para representar a  Áustria no Festival Eurovisão da Canção 1958 com a canção "Die ganze Welt braucht Liebe" ("O mundo inteiro necessita de Amor"). A canção terminou em 5.º lugar (empatada com a canção da Bélgica "Ma petite chatte" de Fud Leclerc) entre 10 canções, recebendo um total de 8 pontos.
Ela morreu em 1978, em Viena, e foi comemorada em 26 de maio de 2009, juntamente com  Marx Augustin na Augustin Platz em Viena, uma praça pública delimitada pelas Neustiftgasse, Kirchengasse e Kellermanngasse.

## Filmografia
- Die Fiakermilli (1953)
- Lavendel (1953)
- Der rote Prinz (1954)
- ...und wer küßt mich? (1956)
- Liebe, die den Kopf verliert (1956)
- Licht auf der Piazza (1962)

## Discografia

### Singles
- 1952: Schenk’ mir Dein Herz
- 1953: April in Portugal
- 1956: Lass die Welt darüber reden
- 1957: Ich sage Dir adieu
- 1957: Deine Liebe
- 1964: Da hilft kein Rosenstrauß (Deutsche Schlager-Festspiele 1964, voorronde)